# 山内昶
山内 昶（やまうち ひさし、1929年2月13日- 2006年）は、日本の文化史学者。

## 来歴
東京生まれ。1954年京都大学文学部仏文科卒業、1957年旧制京都大学大学院修了。1960年熊本商科大学助教授、1962年甲南大学助教授、教授、1996年定年、名誉教授、大手前大学教授。
1994年に著書『「食」の歴史人類学―比較文化論の地平』で第7回和辻哲郎文化賞を受賞。
食のタブーなどを研究。インセスト・タブーは生物学的な基盤にヒトとして何らかの飛躍が加わったものであるとする。

## 著書
- 『ロマンの誕生』論創社 1984
- 『経済人類学の対位法』世界書院 1992
- 『現代フランスの文学と思想』近畿印刷工業出版部 1993
- 『経済人類学への招待 ヒトはどう生きてきたか』ちくま新書 1994
- 『「食」の歴史人類学 比較文化論の地平』人文書院 1994
- 『タブーの謎を解く 食と性の文化学』ちくま新書 1996
- 『青い目に映った日本人 戦国・江戸期の日仏文化情報史』人文書院 1998
- 『ジッドの秘められた愛と性』ちくま新書 1999
- 『食具』法政大学出版局 ものと人間の文化史 2000
- 『もののけ』1-2　法政大学出版局 ものと人間の文化史 2004
- 『ヒトはなぜペットを食べないか』文春新書 2005
- 『風呂の文化誌 山内昶遺稿』山内彰編 文化科学高等研究院出版局 2011

### 翻訳
- エルネスト・マンデル『カール・マルクス』表三郎共訳 河出書房新社 1971
- セルジュ・マレ『労働者権力』河出書房新社 1972
- C.バックマン『人間解放の人びと　レーニン』福村出版 1974
- ミシェル・ロヴィ『若きマルクスの革命理論』福村出版 1974
- モーリス・ゴドリェ『人類学の地平と針路』紀伊国屋書店 1976
- M.ロダンソン『イスラームと資本主義』岩波現代選書 1978
- フランソワ・プィヨン編『経済人類学の現在』法政大学出版局 叢書・ウニベルシタス 1984
- マーシャル・サーリンズ『石器時代の経済学』法政大学出版局 叢書・ウニベルシタス 1984
- モーリス・ゴドリエ『観念と物質 思考・経済・社会』法政大学出版会 叢書・ウニベルシタス 1986
- マーシャル・サーリンズ『人類学と文化記号論 文化と実践理性』法政大学出版局 叢書・ウニベルシタス 1987
- キース・トマス『人間と自然界 近代イギリスにおける自然観の変遷』法政大学出版局 叢書・ウニベルシタス 1989
- ジャック・アタリ『所有の歴史 本義にも転義にも』法政大学出版局 叢書・ウニベルシタス 1994
- アラン・テスタール『新不平等起源論 狩猟=採集民の民族学』法政大学出版局 叢書・ウニベルシタス 1995
- モーリス・ブロック『マルクス主義と人類学』山内彰共訳 法政大学出版局 叢書・ウニベルシタス 1996
- ジャック・バロー『食の文化史 生態-民族学的素描』筑摩書房 1997
- ウィリアム・A.ロッシ『エロチックな足 足と靴の文化誌』監訳 西川隆,山内彰訳 筑摩書房 1999
- モーリス・ゴドリエ『贈与の謎』法政大学出版局 叢書・ウニベルシタス 2000
- フレデリック, J.シムーンズ『肉食タブーの世界史』監訳 香ノ木隆臣,山内彰, 西川隆訳 法政大学出版局 叢書・ウニベルシタス 2001
- モーリス・ゴドリエ『想像的なものの人間学(アンソロポロジー)』山内彰共訳 文化科学高等研究院出版局 2010